# Estadio Francisco Sánchez Rumoroso
Das Estadio Francisco Sánchez Rumoroso (deutsch Francisco-Sánchez-Rumoroso-Stadion, voller Name: Estadio Mundialista Francisco Sánchez Rumoroso) ist ein Fußballstadion mit Leichtathletikanlage in der chilenischen Stadt Coquimbo. Der Fußballverein Coquimbo Unido trägt hier seine Spiele aus. 

## Geschichte
Das Estadio Francisco Sánchez Rumoroso wurde im Jahr 1970 erbaut und am 1. Juli des Jahres eröffnet. Es bot Platz für 15.700 Zuschauer. Die U-20-Fußball-Südamerikameisterschaft 1997 fand neben dem Estadio Francisco Sánchez Rumoroso in den Stadien Estadio La Portada (La Serena) und Estadio Tierra de Campeones (Iquique) statt. Im Jahr 2007 wurde das Stadion als einer von vier Spielorte der U-20-Fußball-Weltmeisterschaft der Frauen 2008 ausgewählt. Dazu wurden vom 25. Januar 2008 an umfangreiche Umbaumaßnahmen durchgeführt. Rund zehn Monate später wurde der Umbau am 19. November 2008 eingeweiht. Die Kosten von rund 13,2 Mrd. CLP trug das Instituto Nacional de Deportes. Dabei wurden die Tribünen erweitert und rundum überdacht sowie die Flutlichtanlage erneuert. Seitdem bietet das Stadion 18.750 Zuschauerplätze. Im Finale der Copa Chile 2008/09 am 17. Februar 2009 kam es im Stadion zum Aufeinandertreffen von Deportes Ovalle und des CD Universidad de Concepción, dass der Club Deportivo Universidad mit 2:1 gewann. Am 8. Dezember 2010 fand das Finale der Copa Chile nochmals im Stadion von Coquimbo statt. Es standen sich Municipal Iquique und Deportes Concepción gegenüber. Nach einem 1:1 folgte im Elfmeterschießen der 4:3-Sieg von Municipal Iquique. Das Stadion war ein Austragungsort der U-17-Fußball-Weltmeisterschaft 2015. Es ist Spielort der Fußball-Südamerikameisterschaft der Frauen 2018.

## Galerie

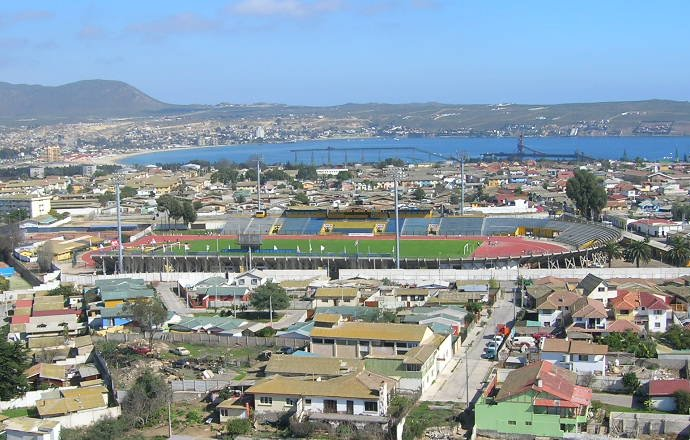
Das Stadion vor dem Umbau 2008
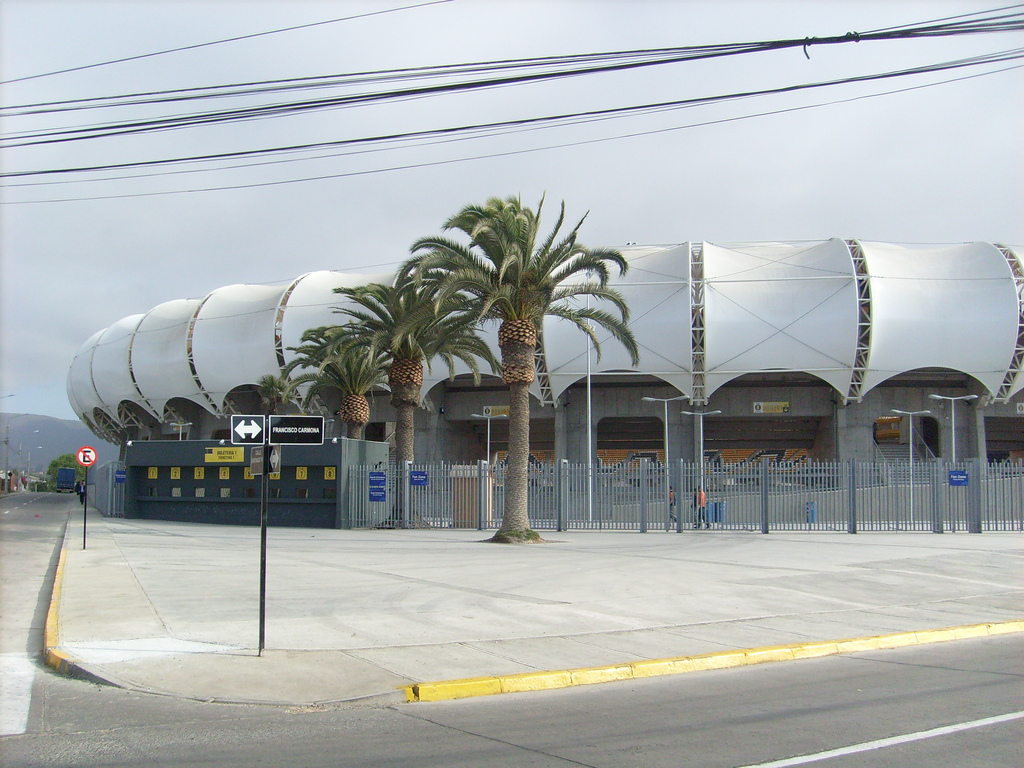
Die überdachte Sportstätte nach der Renovierung
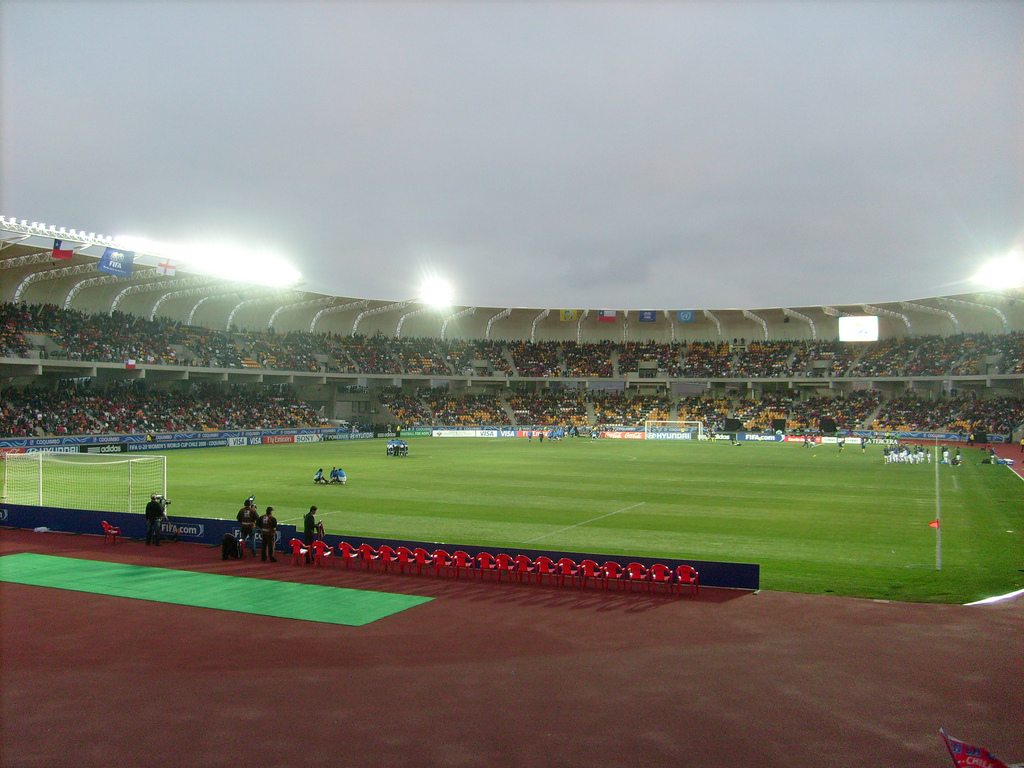
Der Innenraum der umgebauten Sportarena
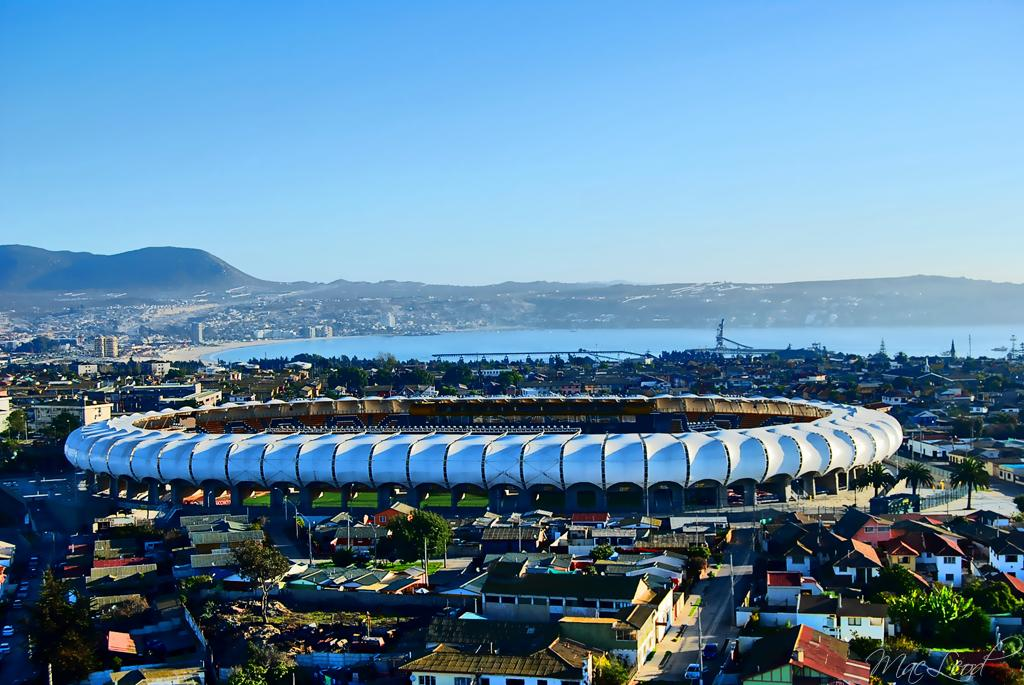
Außenansicht von 2010